# Rasboroides
Rasboroides is een geslacht van straalvinnige vissen uit de familie van eigenlijke karpers (Cyprinidae).

## Soort
- Rasboroides vaterifloris (Deraniyagala, 1930)